# Abraxas luteovenata
Abraxas luteovenata är en fjärilsart som beskrevs av Barend J. Lempke 1951. Abraxas luteovenata ingår i släktet Abraxas och familjen mätare. Inga underarter finns listade i Catalogue of Life.